# Robogány
Robogány (románul Răbăgani) falu Romániában, a Partiumban, Bihar megyében.

## Fekvése
A Király-erdő alatt, a Hollód-patak mellett, Belényestől északnyugatra, Veresfalva és Biharpoklos között fekvő település. Az E79-es (DN76) főút mentén található.

## Története
A falut 1552-ben Rebeghefalwa et Lazur néven említette először oklevél.
1692-ben Rabogany, 1808-ban Lazur (Rebegény), 1851-ben Robogány-Lazúr néven írták.
Robogány a 19. század század elején a Miskolczy, Beliczay és a Dobsa család birtoka volt. A 20. század elején pedig  Nadányi Jenő és Dobsa Lajos volt itt a nagyobb birtokos.
Határában tűzálló agyagot, kaolint (porcelánföld), és márványt bányásztak.
Említésre méltó kénsavas borvízforrása is.

## Nevezetességek
- Görögkeleti temploma 1863-ban épült.